# HD 233731
HD 233731 är en ensam stjärna belägen i den mellersta delen av stjärnbilden Stora björnen och misstänks ha en följeslagare. Den har en skenbar magnitud av ca 9,76 och kräver en stark handkikare eller ett mindre teleskop för att kunna observeras. Baserat på parallaxmätning inom Hipparcosuppdraget på ca 12,2 mas, beräknas den befinna sig på ett avstånd på ca 267 ljusår (ca 82 parsek) från solen. Den rör sig bort från solen med en heliocentrisk radialhastighet på ca 13 km/s.

## Egenskaper
HD 233731 är en gul till vit stjärna i huvudserien av spektralklass G5 V. Den har en massa som är ca 0,9 solmassor, en radie som är ca 1,1 solradier och en effektiv temperatur av ca 5 300 K. Stjärnan har en ovanligt hög metallicitet för dess höga ålder, men har en låg stjärnaktivitet.
HD 233731 misstänks ha en röd dvärgstjärna med vid omloppsbana som följeslagare, med en temperatur av 4 000+250−400 K och massa av 0,63+0,07−0,17 solmassor, men avbildades inte direkt år 2015.

## Planetsystem

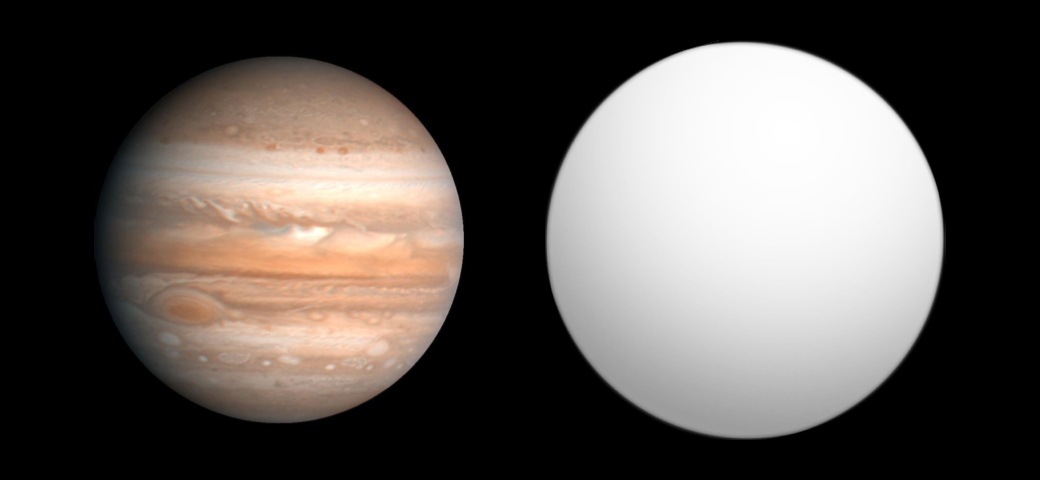
Storleksjämförelse av HAT-P-22 b och Jupiter.

År 2010 upptäcktes en transiterande het Jupiterliknande exoplanet. Den har en jämviktstemperatur på 1463 ± 19 K och grumlig planetarisk atmosfär. Mätningen av Rossiter-McLaughlin-effekten 2018 har gjort det möjligt att upptäcka att planetbanan är väl inriktad med stjärnans ekvatorialplan, med en avvikelse av 25 ± 18°.
| Planet | Massa                 | Halv storaxel (AE)      | Siderisk omloppstid (d) | Excentricitet | Inklination  | Radie         |
| ------ | --------------------- | ----------------------- | ----------------------- | ------------- | ------------ | ------------- |
| b      | ≥2,192+0,073-0,013 MJ | 0,04171+0,00042-0,00050 | 3,21223328              | 0,016 ± 0,009 | 86,46 ± 0,41 | 1,060 ± 0,048 |